# Leon Sullivan
Leon Sullivan (Charleston (West Virginia), 16 oktober 1922 - Scottsdale (Arizona), 24 april 2001) was een Amerikaans geestelijke en mensenrechtenactivist. Hij streed voor gelijke behandeling van Afro-Amerikanen in de Verenigde Staten en speelde een belangrijke rol in de beëindiging van de apartheid in Zuid-Afrika.

## Levensloop
Sullivan groeide op in een van de armste wijken van Charleston. Toen hij twaalf jaar oud was, weigerde een drogist hem cola te verkopen en maande hij Sullivan te gaan staan omdat die niet in zijn zaak zou mogen zitten. Dit incident inspireerde hem de rest van zijn leven te strijden tegen raciale ongelijkheid.
Hij studeerde af aan het West Virginia State College. Hij vervolgde zijn studie in theologie aan de Union Theological Seminary en in sociologie aan de Columbia-universiteit, beide in New York.
Van 1950 tot 1988 was hij predikant voor de Zion Baptist Church in Philadelphia. In tien jaar tijd groeide de kerkgemeente van 600 naar 4000 leden.
Sullivan riep bedrijven in Philadelphia op jonge Afro-Amerikanen uit te nodigen voor sollicitatiegesprekken, waarop slechts twee bedrijven ingingen. Als reactie hierop besloot hij tegen verschillende bedrijven in de stad een boycot te organiseren. Vanwege een hoge populatie van twintig procent zwarte Amerikanen in Philadelphia werd zijn boycot een succes met - naar zijn eigen zeggen - de tewerkstelling van duizenden zwarte Amerikanen tot gevolg. Martin Luther King vroeg hem daarom begin jaren zestig eenzelfde actie te houden in Atlanta.
In 1964 zette hij het trainingsprogramma Opportunities Industrialization Center op met als doel de kansen voor minderheden op de arbeidsmarkt te vergroten. In 1971 werd hij de eerste Afro-Amerikaan die toetrad tot de raad van bestuur van General Motors.
Vanaf de jaren zeventig richtte Sullivan zich steeds meer op de apartheidsproblematiek in Zuid-Afrika en in 1977 stelde hij als bestuurslid van General Motors de Sullivan Principes op. Dit is een gedragscode voor bedrijven die zich in Zuid-Afrika hadden gevestigd om te komen tot gelijke rechten voor arbeiders ongeacht raciale afkomst, zoals gelijke betaling en opleiding.
In de jaren tachtig kwam hij met een oproep aan multinationals om Zuid-Afrika te boycotten en het land te verlaten. Na het einde van de apartheid en de vrijlating van Nelson Mandela werkte Sullivan samen met Mandela om bedrijven aan te moedigen terug te keren naar Zuid-Afrika.

## Erkenning
Sullivan ontving in zijn leven rond vijftig onderscheidingen. Zo kende het Franklin and Eleanor Roosevelt Institute hem in 1987 de Four Freedoms Award voor vrijheid van godsdienst toe en ontving hij de Presidential Medal of Freedom in 1992 uit handen van president George H.W. Bush.

## Film
- 2001: A Principled Man: Rev. Leon Sullivan, PBS/MotionMasters

- Bibliothèque nationale de France: cb126409134 (data)
- International Standard Name Identifier: 0000 0001 2148 5113
- Library of Congress Control Number: n50010437
- Nederlandse Thesaurus van Auteursnamen: 131063871
- SNAC: w6gt6d2k
- Système universitaire de documentation: 096129719
- Virtual International Authority File: 115912362
- WorldCat: E39PBJj4tQBfJTG7Dd4QTBWFKd